# Эбер, Август Людвиг Генрих
Август Людвиг Генрих Эбер (нем. August Ludwig Heinrich Eber; 28 сентября 1865, Ганновер — 6 апреля 1937, Лейпциг) — немецкий ветеринар; профессор Высшей школы ветеринарной медицины в Дрездене.

## Биография
Август Людвиг Генрих Эбер родился 28 сентября 1865 года в Ганновере. После окончания средней школы в Ганновере, он изучал ветеринарию в университетах Ганновера и Берлина — позднее он получал высшее образование по естественным наукам в университетах Берлина и Лейпцига. Во время учебы он стал членом студенческого братства «Verein Deutscher Studenten Leipzig». В 1895 году в Лейпцигском университете Эбер написал и защитил диссертацию по морфологии копыт («Beiträge zur Morphologie des Hufes bei den Paar- und Unpaarzehern»), став кандидатом наук.
После этого Август Эбер работал ветеринаром в Эльдагзене (Шпринге) и Берлине. С 1893 года он являлся районным ветеринаром в Дрездене и преподавателем ветеринарной медицины в Высшей школе ветеринарной медицины Дрездена (Tierärztliche Hochschule Dresden). С 1899 по 1914 год являлся экстраординарным профессором, а с 1914 по 1923 — полным профессором ветеринарной медицины. Эбер защитил еще одну диссертацию — на этот раз по ветеринарии — и, в 1923 году, стал профессором эпидемиологии; состоял в должности до 1934 года. В 1934 году он также стал членом Леопольдины. 11 ноября 1933 года Август Эбер был среди более 900 ученых и преподавателей немецких университетов и вузов, подписавших «Заявление профессоров о поддержке Адольфа Гитлера и национал-социалистического государства».
Август Людвиг Эбер скончался 6 апреля 1937 в Лейпциге.

## Работы
- Tuberkulinprobe und Tuberkulosebekämpfung beim Rinde. Wissenschaftliche Untersuchungen und praktische Erfahrungen, Berlin 1898.
- Das neue Veterinärinstitut mit Klinik und Poliklinik bei der Universität Leipzig, Leipzig 1903.
- Beiträge zur Kenntnis der Magenerkrankungen bei Rindern. Erfahrungen aus der ambulatorischen Klinik der Königlich Tierärztlichen Hochschule in Dresden, Jena 1906.
- Die durch Obduktion feststellbaren Geflügelkrankheiten, Hannover 1934.

## Семья
- Брат: Вильгельм Эбер (нем. Wilhelm Eber) — ветеринар, ставший специалистом по дактилоскопии; открыл криминалистическое значение отпечатков пальцев (папиллярных узоров), найденных на месте преступления, придя к выводу, что по ним можно установить преступника[2].